# Ryuji Sonoda
Ryuji Sonoda –en japonés, 園田 隆二, Sonoda Ryuji– (16 de septiembre de 1973) es un deportista japonés que compitió en judo.
Ganó dos medallas en el Campeonato Mundial de Judo en los años 1993 y 1995, y una medalla en el Campeonato Asiático de Judo de 1997. En los Juegos Asiáticos de 1994 consiguió una medalla de plata.

## Palmarés internacional
| Campeonato Mundial  | Campeonato Mundial | Campeonato Mundial | Campeonato Mundial |
| Año                 | Lugar              | Medalla            | Categoría          |
| ------------------- | ------------------ | ------------------ | ------------------ |
| 1993                | Hamilton (Canadá)  | Medalla de oro     | –60 kg             |
| 1995                | Chiba (Japón)      | Medalla de bronce  | –60 kg             |
| Juegos Asiáticos    |                    |                    |                    |
| Año                 | Lugar              | Medalla            | Categoría          |
| 1994                | Hiroshima (Japón)  | Medalla de plata   | –60 kg             |
| Campeonato Asiático |                    |                    |                    |
| Año                 | Lugar              | Medalla            | Categoría          |
| 1997                | Manila (Filipinas) | Medalla de bronce  | –65 kg             |